# Sainte-Agnès (Alpy Nadmorskie)
Sainte-Agnès – miejscowość i gmina we Francji, w regionie Prowansja-Alpy-Lazurowe Wybrzeże, w departamencie Alpy Nadmorskie.
Według danych na rok 1990 gminę zamieszkiwały 944 osoby, a gęstość zaludnienia wynosiła 101 osób/km² (wśród 963 gmin regionu Prowansja-Alpy-W. Lazurowe Sainte-Agnès plasuje się na 388. miejscu pod względem liczby ludności, natomiast pod względem powierzchni na miejscu 713.).